# Pizzakarton

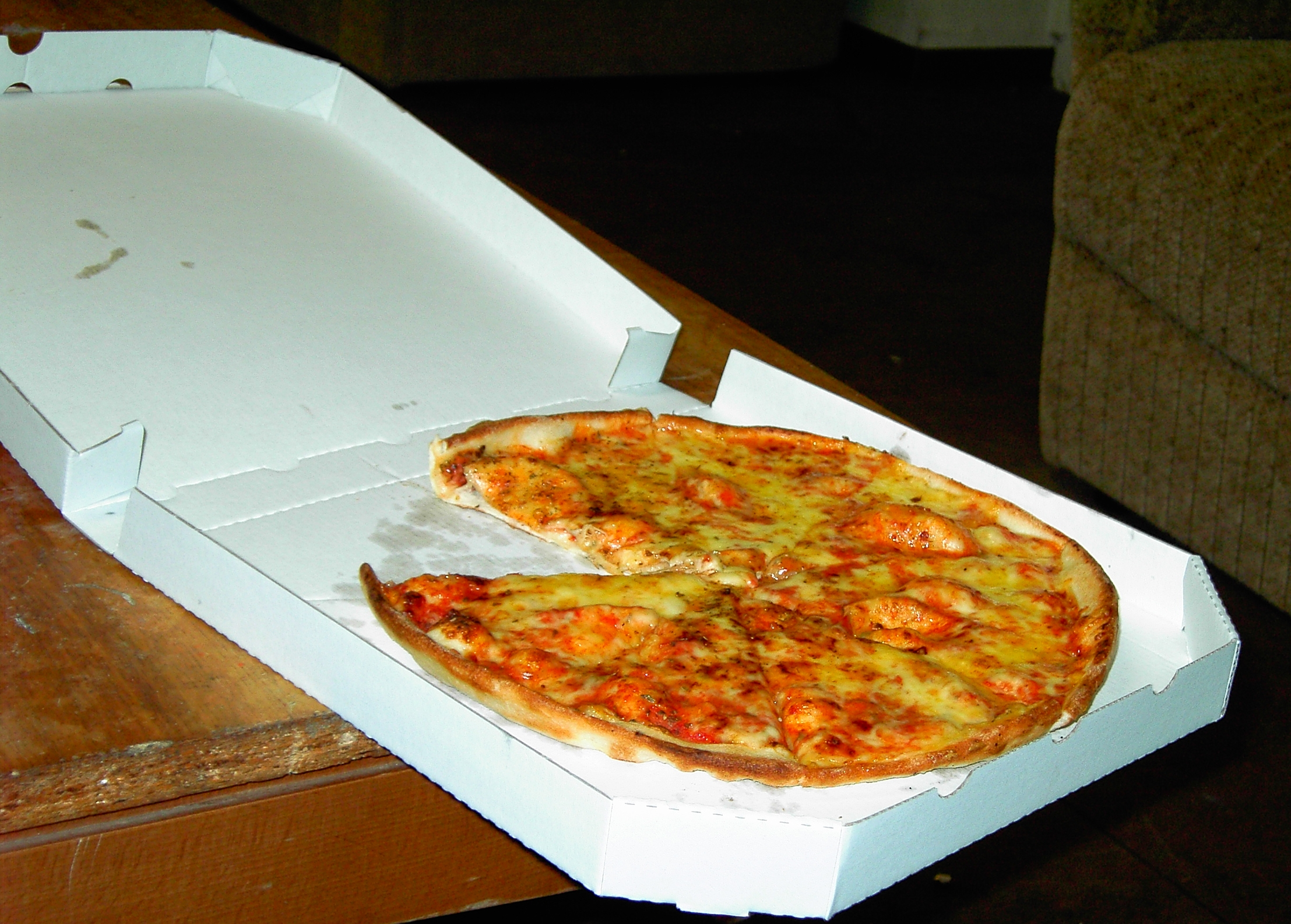
Pizza in Karton, Modell „Treviso“

Der Pizzakarton oder die Pizzaschachtel ist eine Faltschachtel aus Kartonage, in der meist heiße Pizza von einem Lieferservice oder auch bei Selbstabholung aus der Pizzeria transportiert werden kann. Der Pizzakarton muss eine hohe mechanische Festigkeit aufweisen, stapelbar, thermisch gedämmt bei gleichzeitiger Feuchtigkeitsregulierung und für Lebensmittel geeignet sein. Als Einwegprodukt wird der Pizzakarton oft mit Werbung bedruckt und nach dem Ausstanzen manuell gefaltet.
Der Pizzakarton unterscheidet sich von der Verpackung von Tiefkühlpizzen. Diese wird maschinell gefaltet, enthält das tiefgekühlte Produkt in Folie verschweißt und gleicht den Umverpackungen anderer Tiefkühlprodukte.

## Geschichte

Faltungsschema eines Pizzakartons mit „Chicagofaltung“

Seit mindestens dem 19. Jahrhundert gibt es Behältnisse für die Auslieferung frischer Pizzen. Damals verpackten neapolitanische Pizzabäcker ihre Erzeugnisse in mehrlagige Metallcontainer, die als stufe (Singular stufa, ‚Ofen‘) bekannt sind, und schickten Verkäufer damit auf die Straßen. Der belüftete Behälter war rund und aus Zinn oder Kupfer gefertigt.
Die Entwicklung einer Einwegverpackung für Pizza begann nach dem Zweiten Weltkrieg in den Vereinigten Staaten. Zu dieser Zeit gewann die Pizza dort an Beliebtheit, und die ersten Pizzabringdienste entstanden. Man versuchte, Pizzen in einfachen Pappkartons, ähnlich denen von Konditoreien, auszuliefern. Diese Kartons wurden jedoch oft feucht, ließen Flüssigkeit durch, bogen sich oder rissen. Andere Pizzabäcker versuchten, die Pizza auf eine Platte zu setzen und beide zusammen in einer Papiertüte zu transportieren. Dies richtete weniger Schaden an. Jedoch war es in einer Tüte nahezu unmöglich, mehr als eine Pizza gleichzeitig zu transportieren. Bei dieser Methode beschädigen die oberen Pizzen die Oberflächen der unteren.
Das erste Patent für einen Pizzakarton aus Wellpappe wurde 1963 angemeldet. Es beschreibt bereits die Grundmerkmale heutiger Pizzakartons: plane Rohlinge, Zusammenfaltbarkeit ohne Klebstoff, Stapelbarkeit und Belüftungsschlitze. Durch die Kombination von Belüftungsschlitzen mit einem Wasserdampf aufnehmenden Material (Adsorptionsmittel) ließ sich der Feuchtigkeitsstau herkömmlicher Transportverpackungen für frische Pizza vermindern.
Die ersten Pizzakartons in Deutschland verwendete nach eigener Aussage Nicolino di Camillo, der 1952 in Würzburg Deutschlands erste Pizzeria Sabbie di Capri eröffnet hatte und laut Haus der Bayerischen Geschichte damit auch Erfinder des in zwei Größen erhältlichen Pizzakartons ist.
Es wird auch behauptet, dass Domino’s Pizza, gegründet 1960, den Pizzakarton erfunden habe, ohne dafür jedoch ein Patent anzumelden. Bei der von dieser Pizzakette bis 1988 verwendeten Pizzakartonvariante bestand keine direkte Verbindung zwischen den bei der Faltung entstehenden Ecken zwischen der vorderen Wand und den beiden Seitenwänden. Vielmehr wurden nur die an den Wandflächen angebrachten Laschen nach innen unter den Deckel gefaltet. Dieses Design ist auch als „Chicagofaltung“ bekannt. Domino’s war der erste Pizzabäcker, der Pizzakartons im großen Stil einsetzte und es verstand, durch deren Nutzung seinen Lieferbereich über das Gebiet unmittelbar um die Pizzeria herum auszudehnen. Durch die Einführung wärmedämmender Taschen für Pizzakartons wurde Ende der 1960er Jahre der Lieferbereich nochmals erweitert.

## Anforderungen

### Mechanische Stabilität und Stapelbarkeit

Faltungsschema eines Pizzakartons mit „traditioneller“ Faltung

Die meisten Transportverpackungen für Pizza bestehen aus Karton, da dieses Material preisgünstig ist. Verwendet werden sowohl Vollpappe als auch einwellige Wellpappe. Als Wellpappe kommt häufig E-Wellpappe (Mikro- oder Feinwelle mit einer Wellenteilung von 3,0 bis 3,5 mm und einer Wellenhöhe von 1,0 bis 1,8 mm) zum Einsatz, es wird aber auch die etwas dickere B-Wellpappe mit einer Wellenhöhe von 2,2 bis 3,0 mm verarbeitet. Nicht nur der geometrische Aufbau der Wellpappe bestimmt die Festigkeit des Kartons, sondern vor allem auch Art und Flächengewicht des verwendeten Papiers. Als Decklagen kommen auf der Kartoninnenseite meist Kraftliner zum Einsatz. Diese machen den Karton nicht nur stabil, sondern auch widerstandsfähiger gegen Feuchtigkeit und Öl.
Um den Lagerplatz für Verpackungen gering zu halten, werden die Pizzakartons zumeist kurz vor Gebrauch aus planen Rohlingen gefaltet. Im Lagerflächenbedarf machen sich unterschiedliche Materialdicken deutlich bemerkbar. Pizzakartons aus Vollpappe benötigen etwa die Hälfte an Lagerfläche im Vergleich zu Pizzakartons aus E-Wellpappe und etwa ein Viertel an Lagerfläche im Vergleich zu Pizzakartons aus B-Wellpappe. Die Stabilität des Kartons wird außer vom Material selbst auch durch die Form der Faltung bestimmt. Durchgesetzt haben sich Kartons, bei denen fest mit den Seitenwänden verbundene Laschen in die Vorderwand eingefaltet werden. Dadurch sind die Wände des Kartons an den Ecken miteinander verbunden und die Stabilität erhöht sich. Die traditionelle Faltung ist ein Beispiel für diese Faltart. Der Nachteil dieser Faltung ist, dass die Wände des Kartons senkrecht nach oben stehen und ein Schneiden der Pizza innerhalb des Kartons mit einem Pizzarollenschneider erschwert ist.

### Wärmedämmung und Feuchtigkeitsregulierung

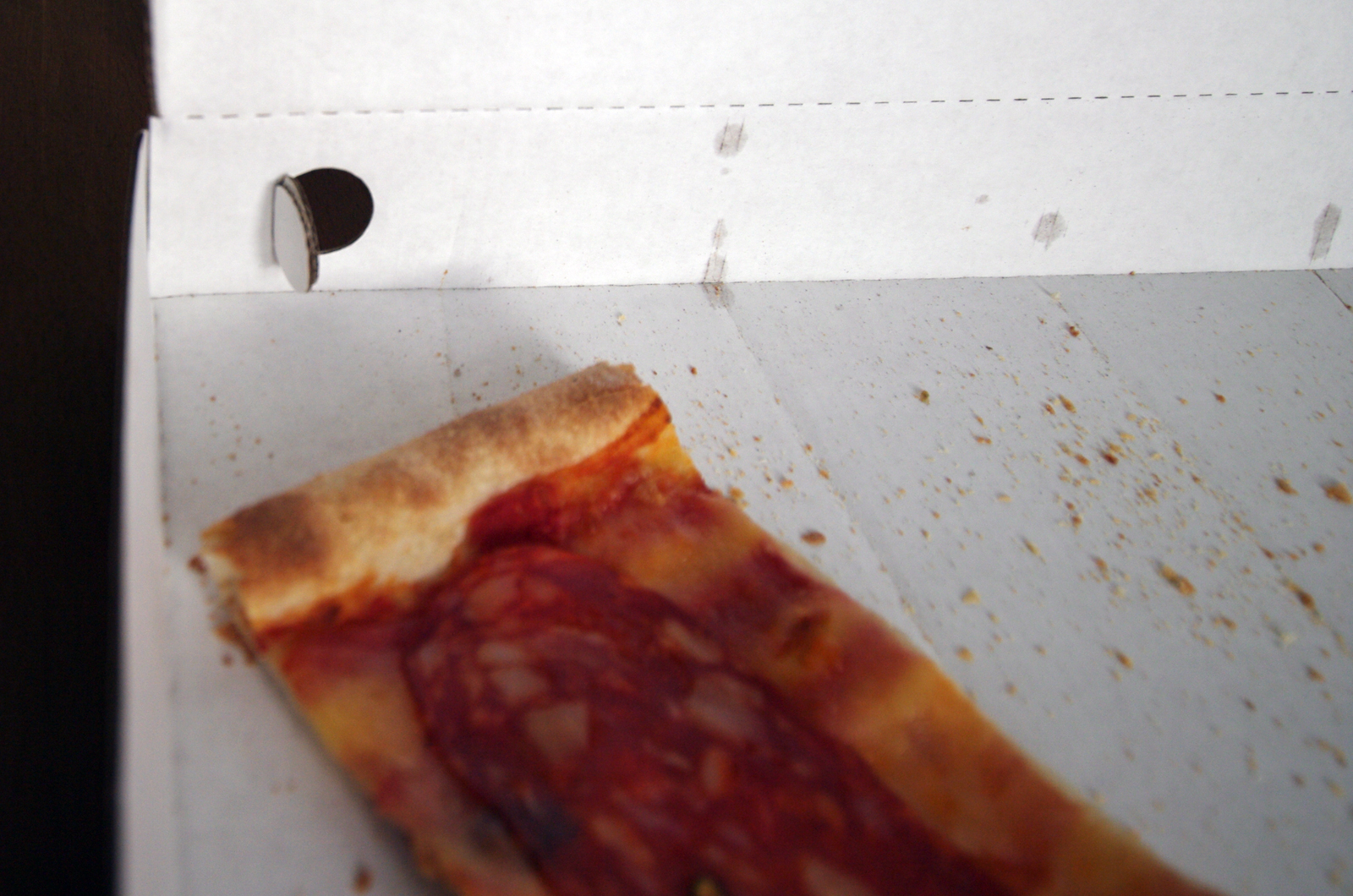
Öffnung, um Feuchtigkeit entweichen zu lassen

Der Pizzakarton soll den Transport einer gebackenen Pizza bei möglichst geringem Qualitätsverlust ermöglichen. Er soll dabei zwei Aufgaben erfüllen, die schwierig miteinander vereinbar sind: Zum einen sollte der Karton möglichst gut – gegen kalte Außenluft, eventuell Wind und Abstrahlung – dämmen, damit die Pizza heiß bleibt. Zur Reduzierung des Wärmeabflusses muss der Karton möglichst dicht schließen, um die warme Luft im Inneren zu halten. Der von Verbrauchern bei Verkostungen als optimal angesehene Temperaturbereich liegt zwischen 70 und 85 °C. Zum anderen soll er Durchfeuchtung verhindern, damit der Pizzaboden kross und der Belag knackig beim Verbraucher ankommt. Dazu muss der aus der Pizza austretende Wasserdampf nach außen abgeführt (Lüftungslöcher und etwas Diffusion durch den Karton) oder vom Karton aufgenommen werden. In Pizzakartons aus Wellpappe, die nicht mit einer zusätzlichen Dämmung versehen sind, kühlt das Transportgut bereits nach etwa zehn Minuten zu weit ab.
Das Öl aus dem Pizzateig kann bei Kontakt mit unbehandelter Wellpappe in diese eindringen und Geschmacksstoffe aus dem Zellstoff herauslösen. Um eine geschmackliche Veränderung der Pizza durch Inhaltsstoffe des Pizzakartons und gleichzeitig ein Durchweichen des Kartonmaterials zu verhindern, weisen einige Pizzakartons auf der Innenseite eine Beschichtung mit einer dünnen Aluminiumfolie auf. Eine weitere Möglichkeit ist, die Pizza auf Aluminiumfolie, ein verbundenes Trägermaterial aus Wellpappe und Löschpapier oder Wachspapier zu legen. Hierdurch ändern sich die thermodynamischen Eigenschaften des Pizzakartons jedoch erheblich. Der Pizzaboden kann keine Feuchtigkeit mehr nach unten abgeben, der Unterleger wirkt nicht nur als Fett-, sondern auch als eine Art Dampfbremse.

## Außenoberfläche und Werbung
Gewöhnlich ist die Außenoberfläche des Kartons entweder mit einem generischen Pizzabild beziehungsweise mit Werbung für den Lieferanten versehen oder unbedruckt. Häufig werden für die Bedruckung die Farben rot und grün verwendet, die an die Farben der Flagge Italiens erinnern. Um eine kontrastreichere Bedruckung zu erzeugen, wird häufig weißes Deckpapier verwendet, es kommt aber auch braunes Recyclingpapier als Außenschicht zum Einsatz. Einzelne Pizzaketten nutzen den Deckel des Kartons zur Charakterisierung des Pizzabelags anhand einer markierbaren Zutatenliste. Dieses ermöglicht eine Identifizierung ohne Öffnen der Verpackung.
Die Kartonoberfläche kann jedoch auch für andere Zwecke genutzt werden. Die Pizzakartons können als Sonderwerbeform im Rahmen von Ambient-Media-Kampagnen eingesetzt werden. Sie gelten außerdem als ungewöhnliche und unerwartete Werbefläche für Guerilla-Marketing. Beispielsweise arbeitete die Zeitschrift The Economist 2008 in Philadelphia mit Pizzabringdiensten in Universitätsnähe zusammen. Diese druckten auf ihre Pizzakartons Werbung für den Economist. Diese bestand im Wesentlichen aus einem Torten(/Pizza-)diagramm, das Pizzakonsum mit der Weltwirtschaft verknüpfte und speziell Studenten ansprechen sollte.
Im Jahr 2001 wurde die Pizzaschachtel mit Drittwerbungsdruck patentiert. Drittwerbungsdruck bedeutet, dass nicht für Pizza oder den Hersteller von Produkt oder Verpackung, sondern für Produkte Dritter, zum Beispiel Mobilfunkanbieter oder Kinofilme, geworben wird. Das anmeldende Unternehmen liefert Pizzabringdiensten kostenlos Pizzakartons und finanziert sich durch die auf die Pizzakartons aufgedruckte Werbung. 2017 ließ beispielsweise das Verteidigungsministerium der Bundesrepublik Deutschland für etwa 200.000 Euro insgesamt 725.000 Pizzakartons mit Werbung für die Bundeswehr drucken und an Pizzabäcker verteilen.

## Varianten

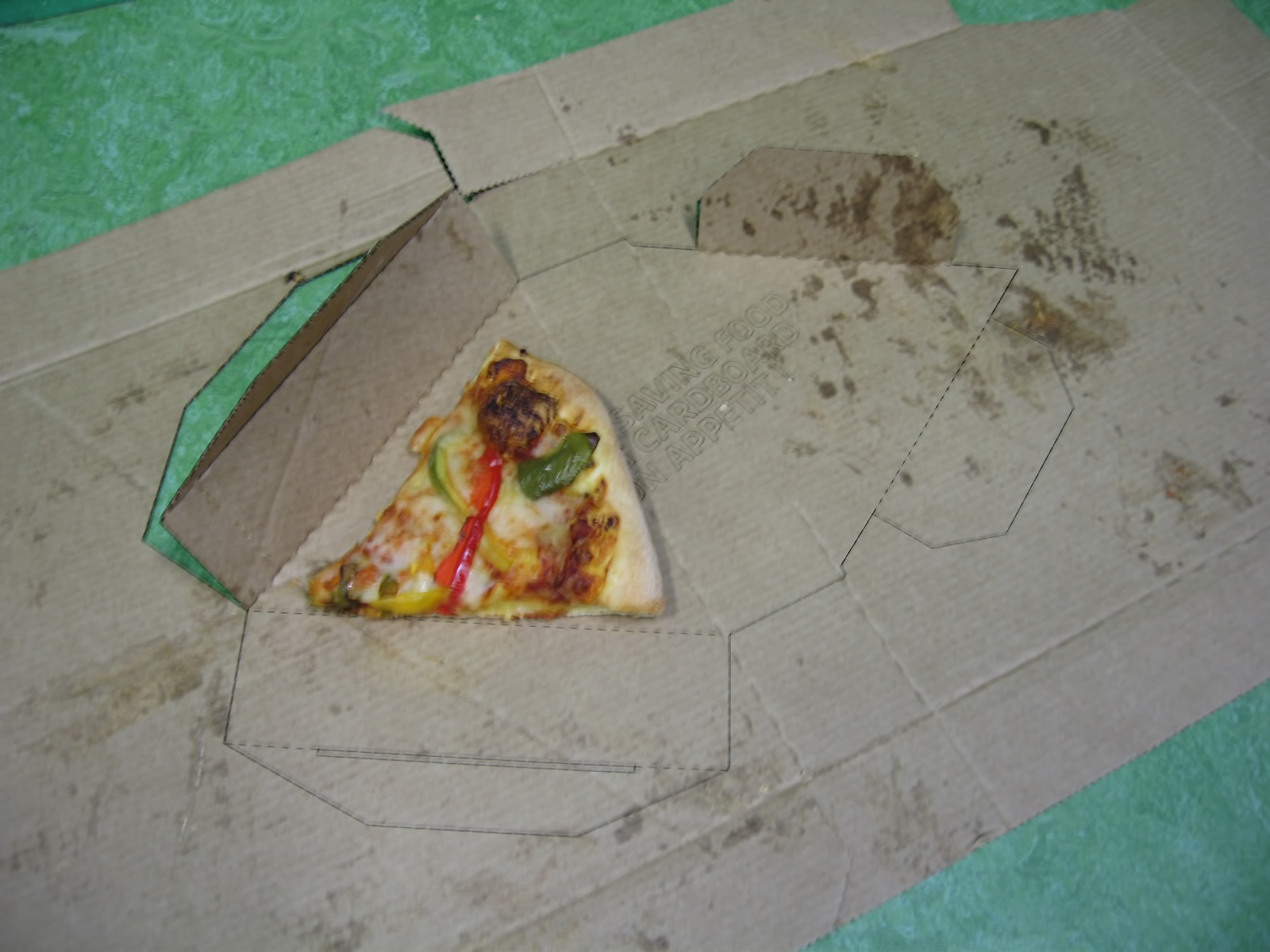
Heraustrennbarer Karton für ein Pizzastück in einem Pizzakarton

Die meisten der heute verwendeten Pizzakartons haben eine quadratische bzw. eine sechseckige Grundfläche, bei der die vorderen beiden Ecken abgeschrägt sind. Die letztere Variante wird häufig mit dem Modellnamen „Treviso“ bezeichnet. Sie ist im Vergleich zur quadratischen Variante etwas verwindungssteifer, lässt sich aber durch die Ecken etwas langsamer zusammenbauen. Pizzakartons werden in verschiedenen Größen angeboten. Die im Handel erhältlichen Abmessungen reichen von etwa 20 × 20 cm (für sehr kleine Pizzen) bis zu 60 × 60 cm, bzw. als Rechteckform 40 × 60 cm (für Party- oder Familienpizzen). Um ein Verkleben der Pizza mit dem Deckel zu verhindern, beträgt die Standardhöhe der Kartons bei kleineren Varianten meist 3 cm. Es werden für besonders hoch gebackene Pizzen aber auch Sondergrößen von 4 bis 5 cm Höhe angeboten. Bei den größeren Kartons sind meist Höhen von 4 cm, aber auch 5 cm typisch. Daneben gibt es Sondergrößen (z. B. für Pizza Calzone) mit 7 bis 10 cm Kartonhöhe und meist rechteckiger Grundfläche.
Die kleinste Verpackungseinheit besteht je nach Größe und Anbieter meist aus 100 oder 200 Kartons. Bei Sondergrößen können auch 50 oder 100 Kartons eine Verpackungseinheit bilden. Der Preis pro Karton hängt unter anderem von der Größe, der Bedruckung, der Qualität und der Abnahmemenge ab und liegt für typische Pizzakartongrößen bei etwa 10 bis 20 Cent.
Bei den meisten Pizzakartons werden die vordere und die seitlichen Laschen des Deckels nach innen in den Boden eingesteckt. Dabei besteht bei unachtsamem Schließen des Kartons die Gefahr, dass die Laschen auf den Rand der Pizza drücken. Bei manchen Kartons sind daher an den Laschen Aussparungen vorgesehen, die genau dieses verhindern sollen. Ein innen liegender Verschluss kann Vorteile bei Faltung und Handling aufweisen.
Während die meisten Pizzakartons viereckig sind, verwendet z. B. Domino’s Pizza achteckige Kartons, die die Pizza enger einfassen und damit ein Rutschen der Pizza minimieren. Dies vermindert auch den Bedarf an Verpackungsmaterial um 10 Prozent. Der amerikanische Lieferdienst Papa John’s hingegen hat innerhalb der viereckigen Box die Ecken abgeteilt; einerseits verhindert dies ein Rutschen der Pizza, andererseits lassen sich in den entstandenen Fächern zusätzlich Sauce oder andere Beilagen unterbringen. Eine weitere Ausführung ist der einem Tortenstück nachempfundene, dreieckige Single Slice Pizza Carrier, der um 1990 von Stephen L. France und Gregory P. Phelps entwickelt, 1992 patentiert wurde und dem Transport eines Teilstücks einer Pizza dient.
Seit dem Jahr 2009 ist eine Kartonvariante auf dem Markt, bei der der Pizzakarton nach der Herausnahme einer halben Pizza durch eine zusätzliche Faltung platzsparend verschlossen werden kann. Weiterhin kann der Deckel durch Perforationen in vier Teile aufgeteilt werden, um die Pizza portionsweise weiterzureichen.
Das Unternehmen Apple meldete 2010 ein Patent für einen Pizzakarton an, dessen Oberfläche Löcher hat, um die Pizza vor dem Weichwerden zu schützen.
Als Alternative zum Pizzakarton kam im Jahr 2022 eine wiederverwendbare Kunststoffbox Pizzycle auf den Markt, die unter anderem von dem Mehrwegsystem Vytal vertrieben wird. Anders als Papp-Pizzakartons ist die zweiteilige Box rund geformt. Sie hat Lüftungsschlitze, kann gespült und in Mehrweg- bzw. Pfandsysteme integriert werden.

## Hilfsmittel zur Pizzaauslieferung

### Pizza saver

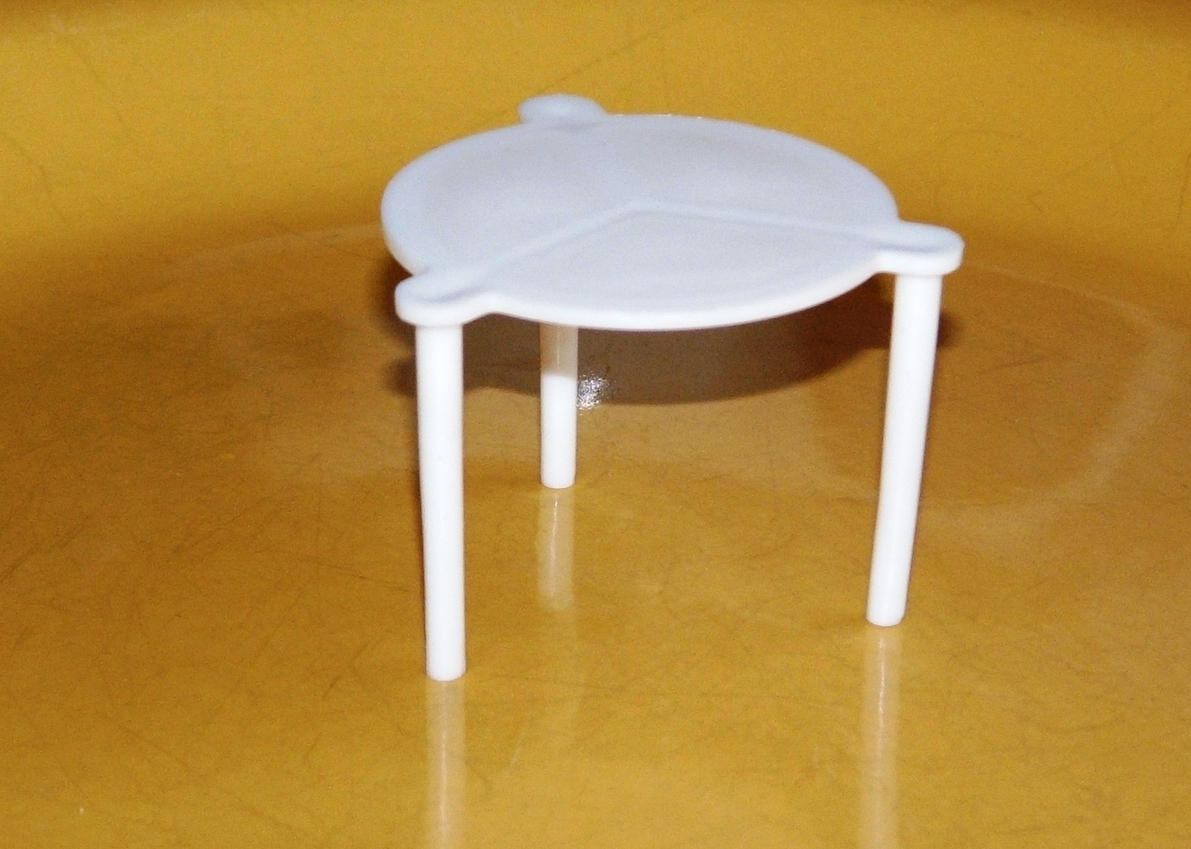
Pizza saver

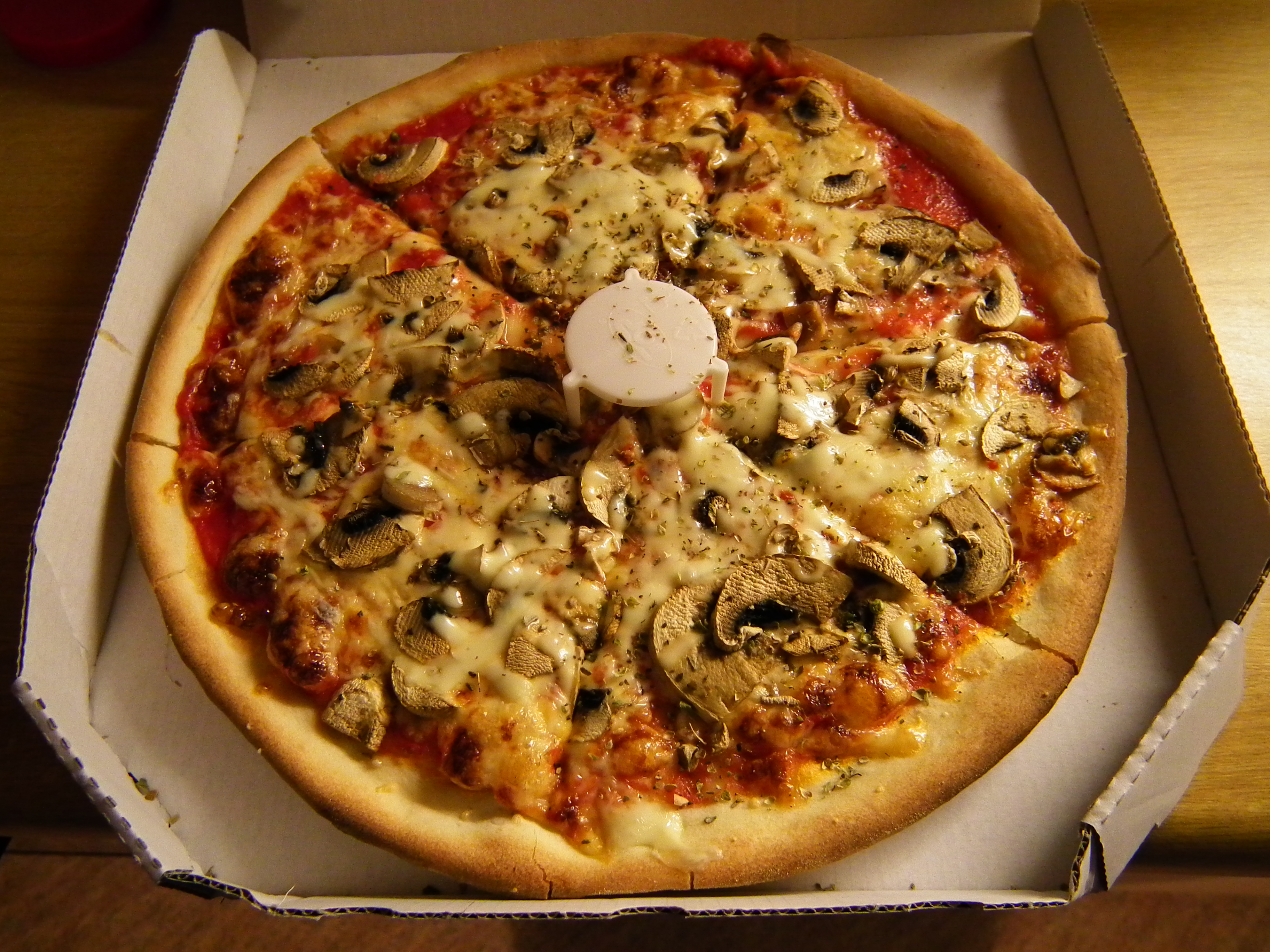
Pizza mit Pizza saver

In den USA haben mittlerweile viele Pizzakartons in der Mitte des Deckels einen Abstandshalter (der an ein dreibeiniges Tischchen erinnert) aus hitzebeständigem Kunststoff (meist Polypropylen), den sogenannten pizza saver (auch package saver, box tent, pizza table oder pizza lid support genannt). Er verhindert eine Berührung des Kartondeckels mit der Pizzaoberfläche, wodurch der Belag am Deckel hängenbleiben könnte.
Der pizza saver geht auf ein 1985 erteiltes Patent der US-Amerikanerin Carmela Vitale zurück.
Die Verwendung dieses kleinen Plastikstücks wird oft als Ressourcenverschwendung kritisiert, da es nur einmalig gebraucht und dann meist weggeworfen wird. Es werden daher Ideen zu dessen Wiederverwendung entwickelt.

### Transporttaschen und -boxen

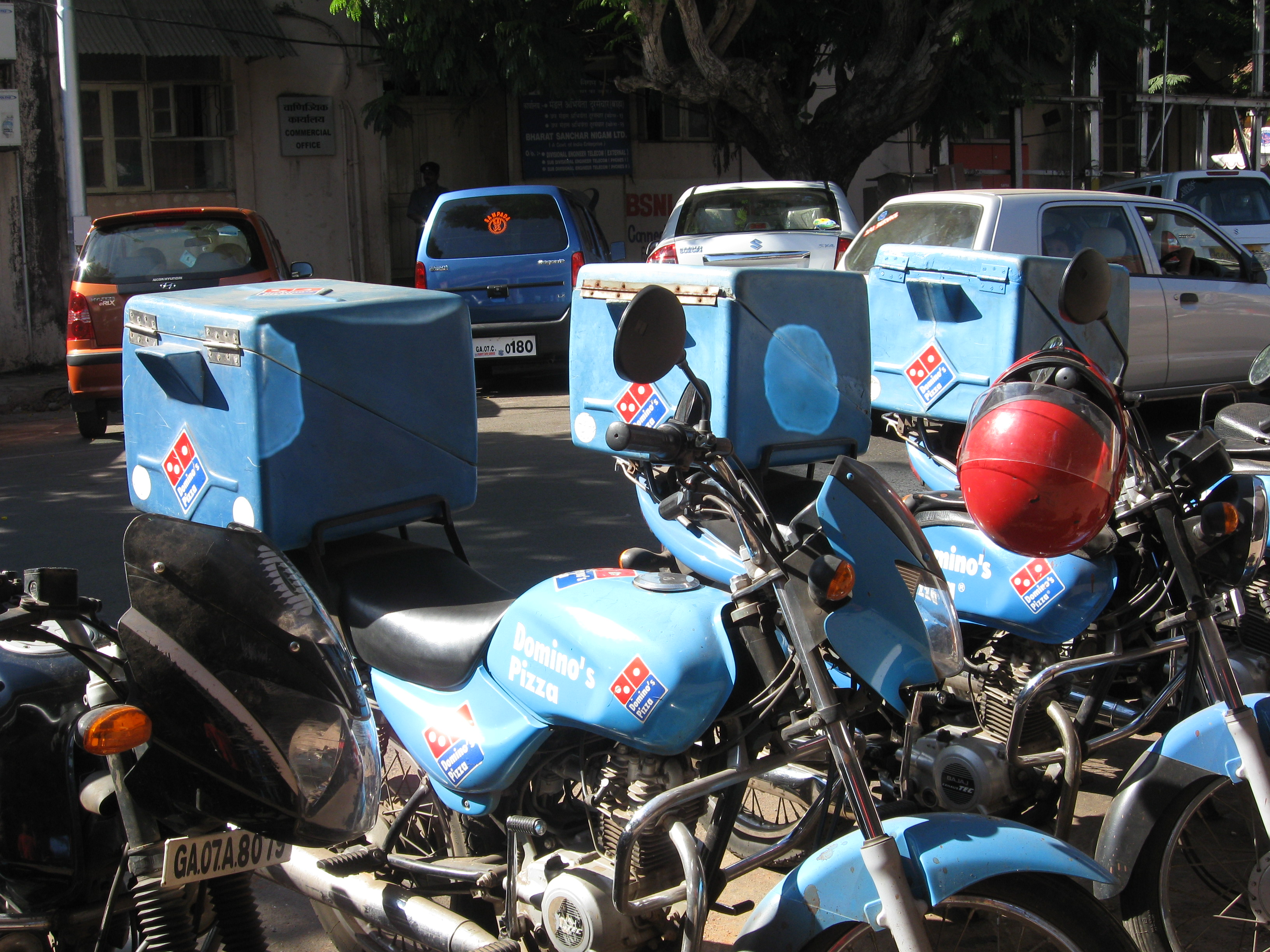
Thermo-Transportboxen auf Motorrädern

Für die Auslieferung von Pizzen im Pizzakarton gibt es gefütterte Transporttaschen und -boxen, die auf die typischen Größen der Kartons angepasst sind. Manche Taschen können zur Bewahrung der Temperatur aktiv geheizt werden. Diese können meist wahlweise mit Strom aus der Steckdose oder mit dem 12-Volt-Autostromnetz betrieben werden. Mit dem Einsatz dieser Hilfsmittel ist die Anforderung bezüglich der Wärmedämmung von Pizzakartons selbst nicht mehr so wichtig.
Pizzakartons mit Inhalt sind durchgehend waagrecht zu transportieren und vor allzu großer Querbeschleunigung und Stößen zu schützen. Dazu haben Tragetaschen in der Regel beidseits je eine längere Trageschlaufe, die zusammengenommen erlauben, die Tasche einhändig etwas seitlich vom Körper zu tragen. Tragetaschen dämmen am besten, wenn sie mit horizontalem 3/4-Rundum-Reißverschluss verschlossen werden. Eine Tasche fasst etwa 3–5 Kartons, was für eine Lieferadresse meist ausreicht. Bei Mehrbedarf wird eine höhere Tasche ausgewählt oder es werden zwei niedrige übereinander gestellt und beidhändig vor dem Körper getragen.

### Pizzakarton mit Thermoindikator
Pizzakartons der Kette Pizza Hut in Marokko und anderen Ländern enthalten auf der Außenseite einen Thermoindikator, der über eine farbige Kennzeichnung Aussagen über die Temperatur der Pizza liefern soll. Wenn die Pizza bei der Auslieferung heiß ist, ist am Indikator der rote Schriftzug ‚HOT‘ auf weißem Untergrund zu erkennen, ist hingegen eine bestimmte Temperatur der Pizza unterschritten, so färbt sich der ‚Hot Dot‘ schwarz und die Schrift ist nicht mehr lesbar. Ist die Pizza beim Empfänger zu kalt, erhält dieser bei der nächsten Lieferung eine Freipizza. Der Indikator ist für den einmaligen Gebrauch gedacht.

## Lebensmittelsicherheit
Für den Markt in der EU bestimmt die Verordnung (EG) Nr. 1935/2004 für alle Lebensmittelkontakt-Materialien und Gegenstände, zu denen alle  Pizzakartons wie sonstige -verpackungen und -geschirre zählen, dass durch den Kontakt von Verpackungsmaterialien mit Lebensmitteln Stoffe nicht in solchen Mengen auf sie übertragen werden dürfen, dass eine gesundheitliche Gefährdung oder eine unvertretbare sonstige Beeinträchtigung des Lebensmittels stattfindet. In den Empfehlungen des Bundesinstitutes für Risikobewertung (BfR) sind alle erlaubten Inhaltsstoffe für Papiere, Kartons und Pappen zusammengestellt. Insbesondere werden in der BfR-Empfehlung auch aus Altpapier wiedergewonnene Fasern als Papierrohstoff für die Herstellung von Lebensmittelbedarfsgegenständen erlaubt, sofern diese bestimmte Bedingungen erfüllen. Je nach Quelle und Art des Altpapiers können in Altpapier Rohstoffe enthalten sein, die z. B. aus Büchern, Zeitschriften oder Büroabfällen stammen und nicht für den Lebensmittelkontakt vorgesehen waren. Nicht alle diese Stoffe lassen sich beim Recyclingvorgang entfernen oder einzelne Reinigungsschritte könnten zur Kostenreduzierung ausgelassen worden sein. Bekannte mögliche Kontaminanten sind Diisopropylnaphthalin (DIPN) aus Selbstdurchschreibepapieren, Benzophenone aus Druckfarben, Phthalate (DiBP) aus Klebstoff und Mineralöle (MOSH/MOAH) aus Zeitungsdruck.

### Mineralöl
Untersuchungen des Kantonalen Labors Zürich (Schweiz) zeigten 2009, dass Recyclingkartons hohe Mineralölanteile enthalten können. Die Mineralöle stammten aus Druckfarben, die für den Zeitungsdruck üblich sind und im Recyclingprozess nicht vollständig entfernt wurden. Tierexperimentelle Studien zeigen, dass Mineralölgemische mit niedriger Viskosität im Körper gespeichert werden und zu Ablagerungen und Schäden in der Leber, den Herzklappen und den Lymphknoten führen können. Das Bundesinstitut für Risikobewertung kam daher zu dem Schluss, dass Mineralölübergänge auf Lebensmittel minimiert werden müssten.
Das Verbrauchermagazin Öko-Test hat 2012 mehrere Salamipizzen bei großen Pizzadiensten bestellt und im Labor untersuchen lassen. In zwei der drei Pizzen konnte Mineralöl nachgewiesen werden. Eine dieser Proben enthielt sogar eine erhöhte Menge. Die Farbe des Pizzakartons sei dabei kein Garant, dass die Pappe auch innen aus neuem Papier bestehe.
Der Verband der Kantonschemikerinnen und Kantonschemiker der Schweiz VKCS hat 2017 Lebensmittelverpackungen aus Papier und Karton untersucht. Elf der 78 untersuchten Verpackungen (14 %) enthielten Stoffe in Mengen, die über den für Lebensmittelverpackungen geltenden Höchstwerten liegen. In 42 Proben (62 %) stellte das Labor hohe Mineralölrückstände fest, von denen angenommen werden muss, dass sie während der Lagerung auf das Lebensmittel übergehen.

### Diisopropylnaphthalin (DIPN)
Diisopropylnaphthalin (DIPN) wird als Lösungsmittel in Selbstdurchschreibepapieren verwendet. Diese wiederum können Bestandteil des Altpapiers sein, das bei der Herstellung von Verpackungsmitteln wie Pizzakartons zur Wiedergewinnung von Rohstoffen verwendet wird. Durch direkten Kontakt oder durch Verdunstung kann das DIPN aus der Verpackung auf das darin verpackte Lebensmittel übertragen werden. Insbesondere fetthaltige Lebensmittel wie Pizza mit Käsebelag können DIPN aufnehmen. Nach jetzigem Stand der Kenntnisse bestehen keine Bedenken hinsichtlich einer gesundheitlichen Gefährdung der Konsumenten. Dennoch dürfen DIPN-belastete Papiere im Bereich von Lebensmitteln und Bedarfsgegenständen aufgrund des allgemeinen Minimierungsgebotes für den Übergang von Stoffen auf Lebensmittel nicht benutzt werden.
Im Jahr 2004 konnten vom Landesuntersuchungsamt Rheinland-Pfalz in Pizzakartons und Imbissverpackungen erhöhte Werte des Lösemittels Diisopropylnaphthalin (DIPN) nachgewiesen werden. Über 30 Prozent der Proben enthielten mehr als 50 Milligramm DIPN pro Kilogramm Karton. In Untersuchungen des Niedersächsischen Landesamtes für Verbraucherschutz und Lebensmittelsicherheit wurde in fünf Pizzakartonproben sogar ein Gehalt von 107,7 bis 232,2 mg/kg nachgewiesen. In späteren Berichten der Landesuntersuchungsämter finden sich keine Berichte über derartige Funde mehr.

### Diisobutylphthalat (DiBP)
Bezüglich Diisobutylphthalat (DiBP) liegen seit 2007 Befunde für einen Übertrag der chemischen Verbindung aus recyclierten Papieren/Kartonagen auf Lebensmittel vor. DiBP wird als Weichmacher in Dispersionsklebern eingesetzt (z. B. in Wellpappe, Kleberücken von Zeitschriften, Büchern) und über das Recyclat eingetragen. Die Landesuntersuchungseinrichtungen überprüfen regelmäßig Verpackungen und melden die Ergebnisse an das Bundesamt für Verbraucherschutz und Lebensmittelsicherheit (BVL). Die Minimierungsstrategien der Industrie zum Verzicht auf DiBP zeigen Wirkung, so dass der Anteil an auffälligen Proben immer weiter abnimmt und der BfR-Richtwert im Jahr 2011 von 1 auf 0,3 mg/kg zurückgenommen werden konnte.

### Fluortelomeralkohole (FTOH)
Damit Pizzakartons beim Gebrauch nicht aufweichen, können sie mit Seitenketten-fluorierten Polymeren beschichtet sein. Diese fett- und wasserabweisenden Chemikalien können als Verunreinigung oder Zersetzungs-/Umwandlungsprodukt aus dem Herstellungsprozess der Perfluorverbindungen gewisse Mengen an Fluortelomeralkoholen (FTOH) enthalten, die wiederum im Körper zum Teil in Perfluoroctansäure (PFOA) umgewandelt werden können. Die Europäische Behörde für Lebensmittelsicherheit (EFSA) hat PFOA aufgrund toxikologischer Befunde im Tierversuch und der langen Halbwertszeit im menschlichen Blut sehr kritisch bewertet. Untersuchungen bei Papierfabriken in Nordrhein-Westfalen lieferten in Einzelfällen erhöhte Werte von Fluorverbindungen, obwohl in diesen Fällen keine Fluorverbindungen aktiv hinzugegeben worden waren. Als möglicher Eintragspfad käme laut Umweltbundesamt (2009) kontaminiertes Altpapier in Frage. Eine Schadstoffabreicherung im Altpapierkreislauf dauert auch nach der Ursachenklärung meist mehrere Jahre.

### Bisphenol A und S
Das deutschsprachige Verbrauchermagazin Öko-Test untersuchte 2025 zehn verschiedene Pizzakartons von verschiedenen Pizza-Ketten, Lieferdiensten oder direkt vom Großhandel und testete diese auf Bisphenol A und Bisphenol S. Lediglich in einem Karton war keine Belastung vorhanden, bei einem weiteren waren die Werte sehr gering, bei jeweils vier war die Belastung mit Bispohenol hoch bzw. sehr hoch.

## Kreislaufwirtschaft

### Verpackungsverordnung und -gesetz (Deutschland)
Die Verpackungsverordnung regelte in Deutschland bis 2018 laut § 3 Verpackungsverordnung, dass Pizzakartons als Verkaufsverpackungen betrachtet werden, da sie als Verkaufseinheit angeboten und vom Endverbraucher verwendet werden. Verkaufsverpackungen oder Serviceverpackungen, wie sie in der Verordnung definiert sind, umfassen Verpackungen, die im Handel, in der Gastronomie und anderen Dienstleistungssektoren eingesetzt werden, um Waren an den Endverbraucher zu übergeben oder zu unterstützen. Kurz gesagt handelt es sich um eine Serviceverpackung, wenn ein Verkäufer die Ware direkt vor der Übergabe an den Verbraucher verpackt.
Gemäß § 12 der Verpackungsverordnung galten "Allgemeine Anforderungen" an Verpackungen. Verpackungen mussten so hergestellt und vertrieben werden, dass:
1. Das Verpackungsvolumen und -gewicht auf das Mindestmaß begrenzt sind, das zur Erhaltung der erforderlichen Sicherheit und Hygiene des verpackten Produkts sowie zur Akzeptanz des Verbrauchers angemessen ist.
2. Ihre Wiederverwendung oder Verwertung möglich ist und die Umweltauswirkungen bei der Verwertung oder Beseitigung von Verpackungsabfällen auf ein Minimum beschränkt sind.
3. Schädliche und gefährliche Stoffe und Materialien bei der Entsorgung von Verpackungen oder Verpackungsbestandteilen in Emissionen, Asche oder Sickerwasser auf ein Minimum beschränkt sind.
Die Verpackungsverordnung regelte auch die Verwertung von Verpackungen gemäß § 6. Demnach bestand eine Lizenzierungspflicht für den Erstinverkehrbringer von Verpackungen und Waren, was bedeutete, dass Pizzerien und Lieferdienste, die Pizzakartons erstmalig in Verkehr brachten, sich am Dualen System zur Verwertung der Kartons beteiligen mussten. Dies umfasste die Erfassung der Mengen bzw. Gewichte der Verpackungen und die entsprechende Beteiligung an den Entsorgungs- oder Recyclingkosten. In Fällen, in denen Verpackungen typischerweise beim privaten Endverbraucher anfielen, wie bei Pizzakartons, konnten die Pizzerien die Lizenzierung auf den Hersteller oder Vertreiber der Serviceverpackung übertragen. Dies sollte verhindern, dass viele kleine und mittelständische Betriebe separate Lizenzvereinbarungen mit dualen Systemen treffen mussten.
Seit  1. Januar 2019 gilt das Verpackungsgesetz anstelle der Verpackungsverordnung in Deutschland.

### Abfall / Recycling

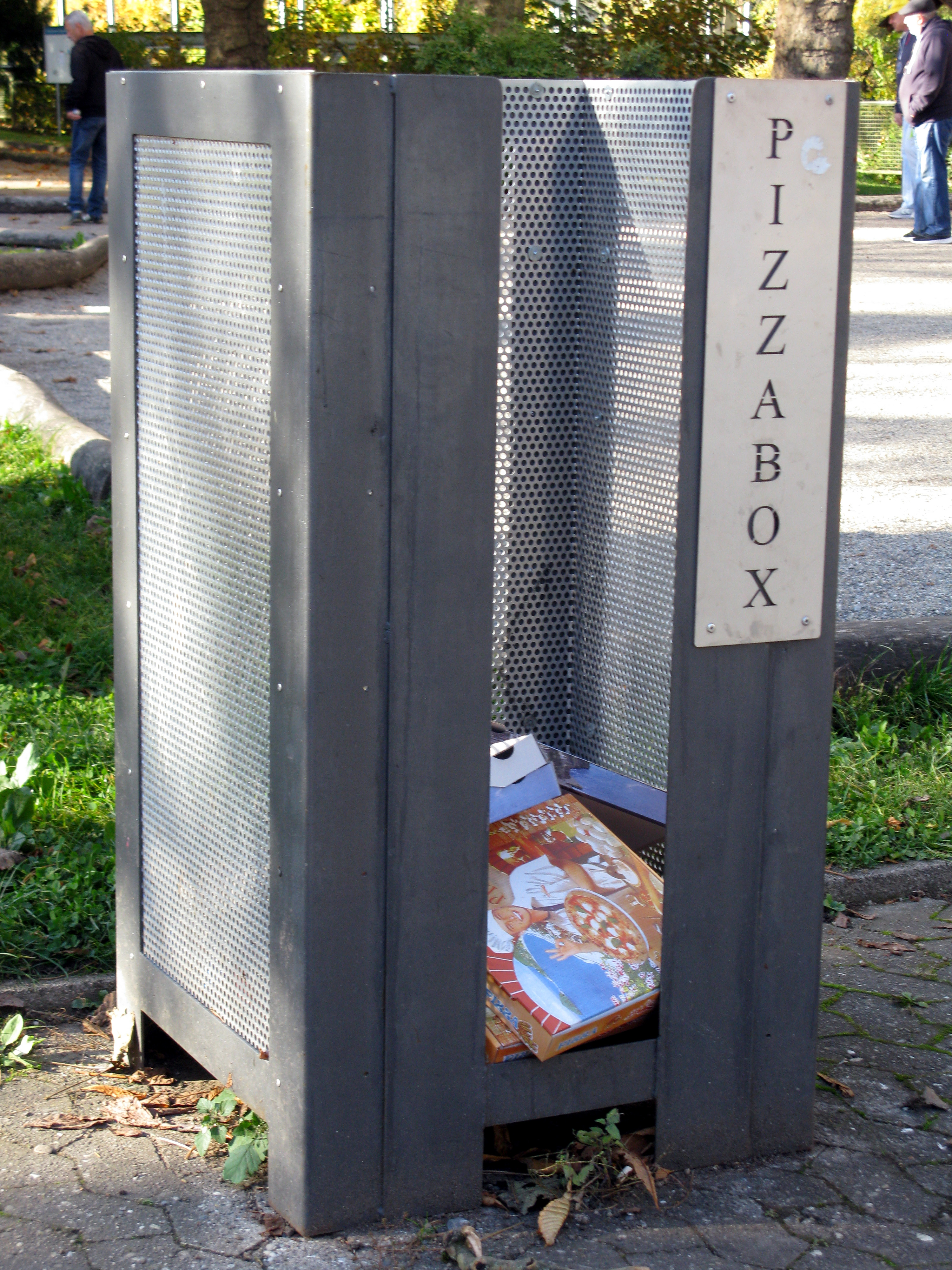
Pizzakarton-Rücknahmestelle in Waldkirch

Für die Entsorgung gibt es in den einzelnen Kommunen in Deutschland unterschiedliche Regelungen. Saubere, unbeschichtete Kartons sollen meist über das Altpapier entsorgt werden, welches häufig über die Blaue Tonne gesammelt wird. Für die Entsorgung verschmutzter Pizzakartons mit Anhaftungen wird entweder die Biotonne oder der Restmüll vorgeschlagen. Bei mit Aluminium beschichteten Pizzakartons handelt es sich um Verbundstoffe, die dem Gelben Sack zugeführt werden.
Das Problem beim Recyceln von Pizzakartons sind anhaftende Speisereste wie Käse und Fett sowie Öl, das von den Papierfasern des Kartons aufgesaugt wurde. Während derartige Rückstände bei der Wiederverwertung von Plastik, Metall oder Glas unproblematisch sind, reagiert der Prozess des Altpapierrecyclings hingegen sehr empfindlich. Das liegt daran, dass zum Aufschließen der Papierfasern zu einem Papierbrei vor allem Wasser verwendet wird. Wasser und Öl mischen sich aber nicht und das Öl schwimmt zusammen mit den Papierfasern an der Oberfläche. Wird das überflüssige Wasser aus dem Brei herausgepresst, verursacht das Öl Hohlräume und Flecken, welche die Papierqualität der gesamten Charge reduziert oder sogar unbrauchbar macht. Außerdem können Aufkleber auf den Pizzakartons den Recyclingprozess ebenfalls stören. Verunreinigungen sind ein großes Problem im Recyclingprozess. Der Schaden wird weltweit auf etwa 750 Millionen Dollar pro Jahr geschätzt.
Über eine Milliarde Pizzen werden jedes Jahr in Pizzakartons ausgeliefert. In den Vereinigten Staaten wird ein Prozent der Wellpappenproduktion für Pizzakartons verwendet. Inzwischen gibt es hier gesonderte Rücknahmestellen für gebrauchte Pizzakartons. Da es in Deutschland keine Lieferanten für solche Pizzaboxen gab, stellten die Technischen Betriebe der Stadt Waldkirch 2019 einen Prototyp her, dem zwei weitere folgten, die in der Stadt aufgestellt wurden. Herrenberg, Kitzingen und Hagnau folgten dem Beispiel.
In den Vereinigten Staaten gibt es inzwischen auch beschichtete Pizzakartons, die sich einfacher recyceln lassen. Einige Pizzerien benutzen runde Behältnisse aus Polystyrol. Diese sind jedoch deutlich teurer als die Wellpappevariante, entlüften schlechter und lassen sich schlechter recyclen. Runde Kartons aus Wellpappe werden diskutiert[Beleg?], aber noch nicht eingesetzt.

## Pizzakartons in Kunst und Kultur

Übergroßer Pizzakarton als Kunstobjekt (Kopenhagen; 2007)

Der britische Maler und Konzeptkünstler Adam Neate nutzt Wellpappe von Kartons und speziell aufgefaltete Pizzakartons als preiswerten Leinwandersatz. Auch der US-amerikanische Künstler John Landsiedel verwendet geschlossene, durch ein inneres Holzgestell verstärkte Pizzakartons als Leinwandersatz. Seine Kunstwerke stehen durch die Bemalung aller sechs Seiten zwischen konventionellem Bild und Skulptur. Er malt ausschließlich mit Acrylfarben, zur Konservierung von Farben und Pizzakarton überzieht Landsiedel die fertigen Werke mit einer Epoxidschicht.
Verschiedene Künstler gestalteten das Design ihrer CD-Hüllen als Pizzakarton, darunter die Band Die Ärzte mit Jazz ist anders (2007), Brimstone Howl mit European Tour 2008, Cam Deas mit My Guitar Is Alive And It’s Singing (2009) oder Andrew Coltrane mit Refuse (2009). The Jon Spencer Blues Explosion benannte ein 1997 veröffentlichtes Promo-Album nach der Verpackung im Pizzakarton als Pizza Box Promo.
Die Pizzabox zur Sammlung leerer Pizzakartons der Stadt Waldkirch (s. o.) wurde im Herbst 2021 Teil der Ausstellung „Ins Freie“ der Pinakothek der Moderne in München.

## Metapher in der Informationstechnik

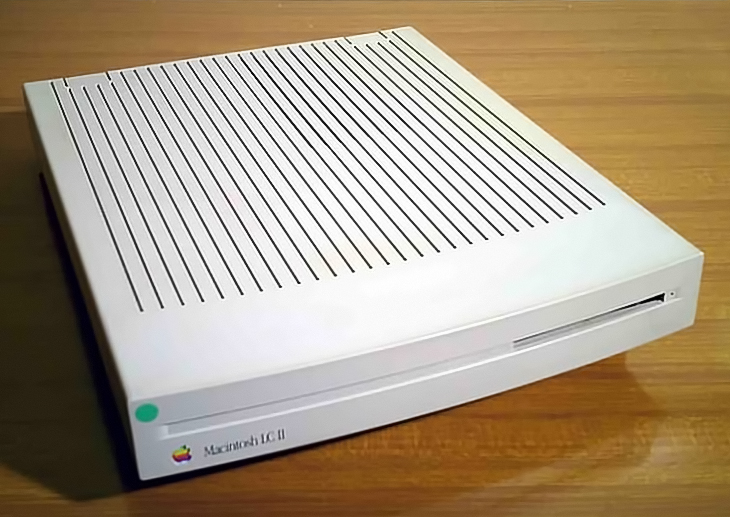
„Pizzabox“ LC II von Apple

Einige Personal Computer und Server wurden auch als „Pizza Box“ bezeichnet. Bekannte Beispiele sind die „Pizzabox Workstations“ (SPARCstation) von Sun Microsystems aus dem Jahr 1989 und der Macintosh LC II von Apple aus dem Jahr 1992. Beide erinnern durch Form und Größe an eine Pizzaschachtel. Der Begriff wird ebenfalls für Server verwendet, die im Rack eine Höheneinheit belegen.